# 居士
居士（こじ）
1. 仕官せず野にある男子の読書人（士）。漢籍で用いられる語。
2. 出家をせずに家庭において修行を行う仏教の在家信者。またそこから転じて戒名の末尾につける敬称・尊称ともなった。

居士の語源は「（家に）居（を）る士」であり、仕官をしない読書人の意である。「処士」に同じ。古く『礼記』玉藻篇に「士」（仕官した人）と対比して「士練帶率下辟，居士錦帶」と見える。後にこれが転じて、出家せず、家にあって修行を重ねる仏教者の意味で用いられるようになった。普通の信者と異なる点は、仏教学の知識・実践において僧侶に準ずる、或いは匹敵する程の力量を持っている事である。転義での用例は、『維摩経』に「維摩詰、居家学道、号称維摩居士」（維摩詰は在家のままで仏道を学んだ。そこで維摩居士と称された）とあるのが古い。実在の人物として確認が出来る者としては有名な龐居士のほか、はやく『南史』に虞寄が「居士となった」という記述が見える（虞寄伝）。

## 歴史
居士の存在は、唐代中期に科挙の普及によって士大夫階級が成立し、白居易や蘇軾などそれら士大夫が仏教に興味を持ち始めてから現れるようになり、唐代後期には前出の龐居士の語録が編集され、宋代には『嘉泰普燈録』に僧侶の伝記と共に張商英など著名な居士の行状が収録されるようになり、更に明代になると、居士の行状のみを集めた『居士分燈録』が編集され、清代に至ると、衰退した出家教団に変わって仏教復興運動を展開するなど、仏教発展の一角を担うようになった。

## 日本の居士

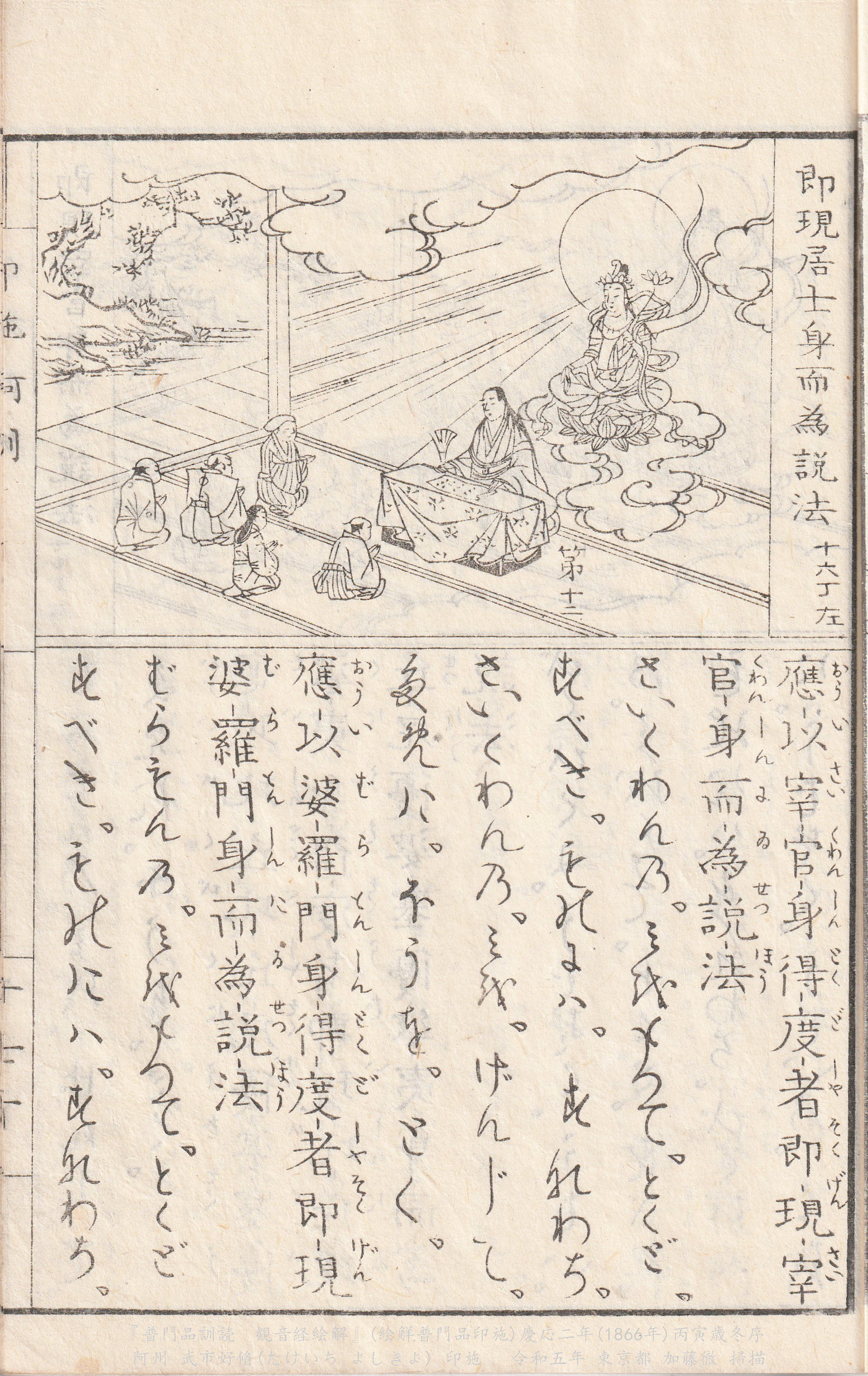
説法をする長髪の居士(背後にいるのは観音菩薩)。幕末の本の挿絵

日本におけるもっとも著名な居士は、戦国時代の茶人 千利休である。利休は当初、千宗易と名乗っていたが、織田信長の茶頭となり、次いで関白豊臣秀吉に仕えて、秀吉の宮中献茶に奉仕し、参内にあたって正親町天皇より利休居士の号を与えられた。
後代になると、江戸時代の剣豪・山岡鉄舟や仏教学者の鈴木大拙、西田幾多郎、久松真一、大内青巒などが居士号を以て称されるようになり、現在も居士号を取る程の修行を積んだ人物の中には、剣道や弓道の達人が多い。
何事につけて一言意見を開陳しないと気がすまない人を「一言居士」といい「一言抉る」をもじったものだという。一言居士は昭和初期に辞書に記載されるようになった熟語であり、もともとは議会用語とされている。

## 戒名としての居士
戒名における居士号は、出家者の法名の敬称の1つとしても用いられている。女性では大姉がこれに該当する。とりわけ熱心な信者に対しては「大居士」「清大姉」が与えられる。江戸時代、上級武士がその対象とされ、庶民の使用は禁じられていたとされる。但し、寺によっては庶民に対しても居士・大姉が用いられ逆に武士階級でも居士号より下位とされる信士・信女の戒名が用いられている場合も多いため、必ずしも明確な基準が存在していたり、厳格に運用されていたわけではないとの指摘もある。